# Alexander Moritz Frey

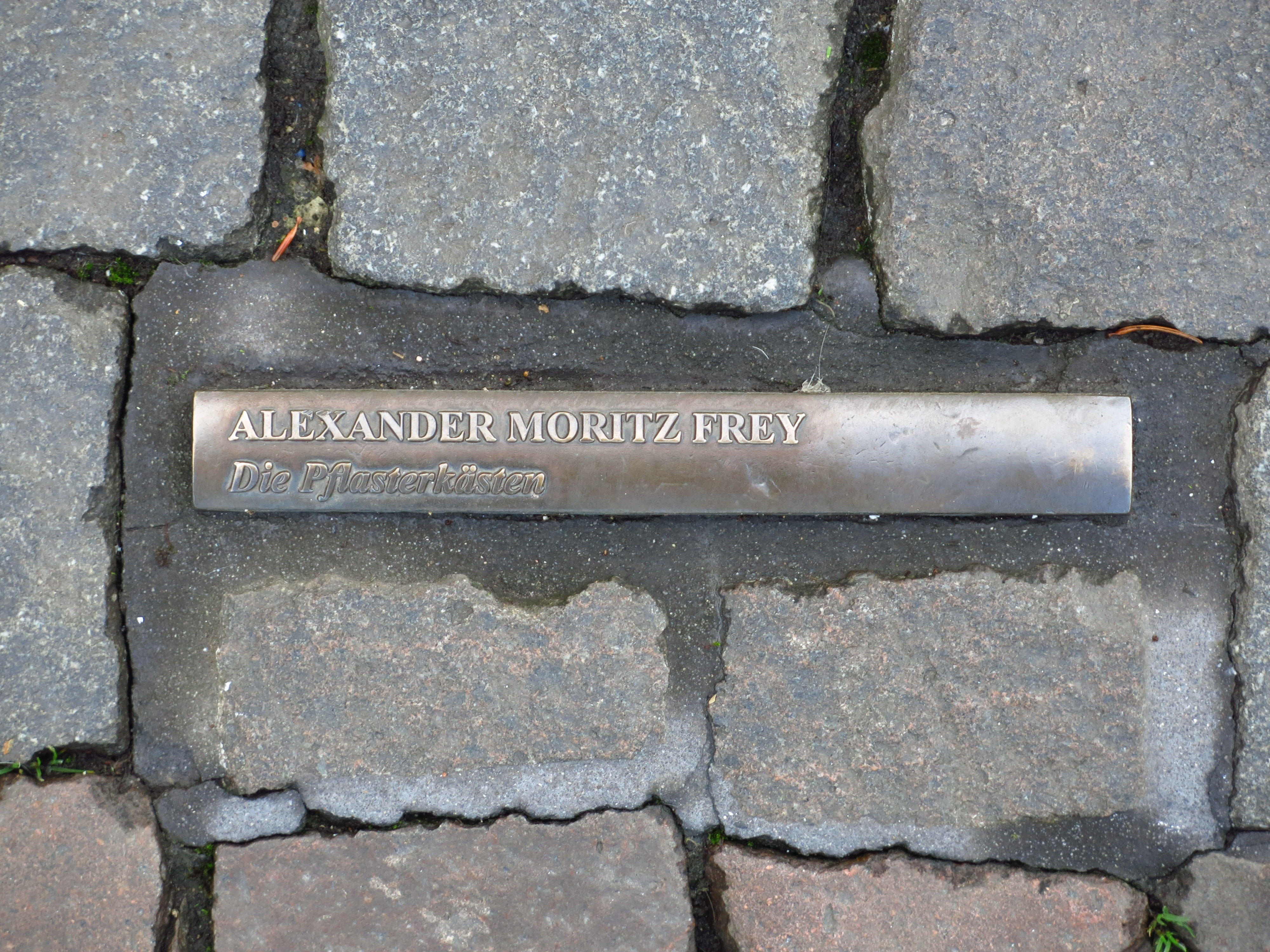
Die Pflasterkästen, Mahnmal zur Bücherverbrennung auf dem Bonner Marktplatz

Alexander Moritz August Theodor Frey (* 29. März 1881 in München; † 24. Januar 1957 in Zürich) war ein deutscher Schriftsteller. Er gilt als bedeutender Vertreter der deutschen literarischen Phantastik. Er schrieb und veröffentlichte vorwiegend als A. M. Frey. Daneben verwendete er auch das Pseudonym Alexander Funk.

## Leben und Werk
Frey wuchs in München und Mannheim auf. Er studierte Jura in Heidelberg und Freiburg i. Br., machte aber keinen Abschluss. Ab 1907 lebte er in München, wo er mit Thomas Mann befreundet war und zu schreiben begann. 1913 erschien sein von der Kritik hoch gelobter Erzählband Dunkle Gänge, 1914 folgte sein erster Roman Solneman der Unsichtbare.
1915 wurde Frey zum Kriegsdienst eingezogen und kam als Sanitätsunteroffizier an die Westfront (Erster Weltkrieg). Seine persönlichen Erlebnisse im Krieg verarbeitete er immer wieder in seinen Werken, und sie prägten seine pazifistische Grundeinstellung.
Am 15. März 1933 brachte ihn sein Freund Alfred Neumann im Kofferraum seines Wagens über die Grenze nach Österreich, nachdem die SA am selben Tag seine Wohnung verwüstet hatte und ein Haftbefehl gegen ihn erlassen worden war. Er ließ sich anfangs in Salzburg nieder (zuerst wohnhaft in der Grasmayr-Villa am Mönchsberg, dann in der Getreidegasse). Seine Eindrücke von Salzburg flossen in den Roman Hölle und Himmel ein. 1933 bekam er den Novellenpreis der Amsterdamer Emigrantenzeitschrift Die Sammlung. Ab 1936 kam es zu ernsten Kollisionen mit der mehr und mehr vom Deutschen Reich beeinflussten österreichischen Fremdenpolizei, sodass Frey 1938 weiter in die Schweiz flüchten musste, wo ihm jedoch zunächst ein amtlich verordnetes Schreibverbot auferlegt wurde. Er wohnte in Basel und zeitweilig auch in Zürich, schrieb für die Zeitschriften Maß und Wert, Merkur und Atlantis, schließlich auch für National-Zeitung (Basel), Neue Zürcher Zeitung und Tages-Anzeiger (Zürich). Die Einbürgerung in die Schweiz wurde ihm bis kurz vor seinem Tod mit der Begründung verwehrt, er sei zu wenig „assimiliert“. Er starb, verarmt und weitgehend vergessen, an den Folgen eines Gehirnschlags in Basel.

## Frey und Hitler
Während des Ersten Weltkrieges lernte Frey den im selben Regiment dienenden Gefreiten Adolf Hitler kennen, der versuchte, ihn für seine Ideen einzunehmen und Freys schriftstellerisches Talent für sich zu nutzen. Frey schildert in seinen Erinnerungen, wie er, angewidert von Hitlers Auftreten, auf Distanz blieb. Auch nach dem Krieg ließ Hitler mehrmals direkt anfragen, ob Frey, als alter Waffenkamerad, nicht an der neuen Bewegung teilhaben wolle. Frey lehnte immer wieder ab. Dieses schwierige Verhältnis war ein wesentlicher Grund für Freys Emigration. Während der Bücherverbrennung 1933 in Deutschland wurden auch Werke von Frey verbrannt.
In Freys Antikriegsroman Die Pflasterkästen, der deutlich autobiographische Züge enthält, kommt Hitler jedoch offensichtlich nicht vor.

## Werke (Auswahl)

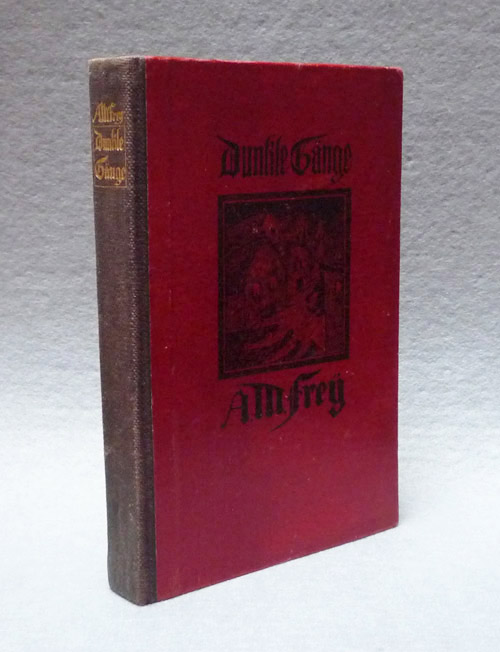
Dunkle Gänge, Originalausgabe, Delphin-Verlag, München 1913

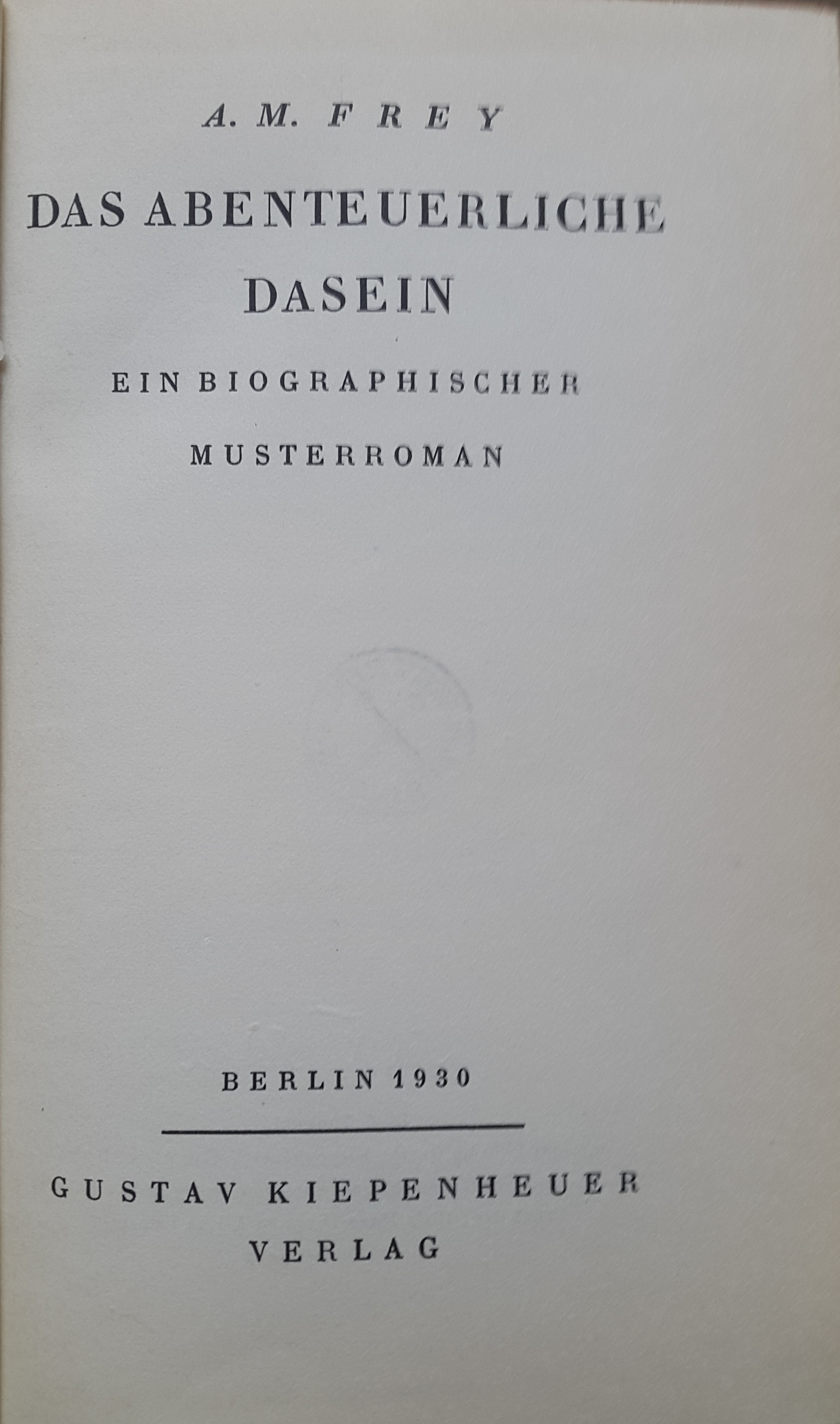
Das abenteuerliche Dasein (1930)

- Dunkle Gänge. Zwölf Geschichten aus Nacht und Schatten. Delphin-Verlag, München 1913
- Solneman der Unsichtbare (Roman). Mit 14 Holzschnitten von Otto Nückel. Delphin-Verlag, München 1914 (Neuauflage im Elsinor Verlag, Coesfeld 2010)
- Kastan und die Dirnen (Roman). Delphin-Verlag, München 1918
- Der Mörder ohne die Tat und andere Erzählungen. Delphin-Verlag, München 1918
- Spuk des Alltags. Elf Geschichten aus Traum und Trubel. Mit zwölf Holzschnitten von Otto Nückel. Delphin-Verlag, München 1920 (Neuauflage im Blitz-Verlag, Windeck 2004)
- Sprünge. Dreizehn Grotesken. Wagner, Stuttgart 1922
- Der unheimliche Abend. Wolff, München 1923
- Phantastische Orgie. Chronos-Verlag, Ludwigsburg 1924
- Robinsonade zu Zwölft. Roman. Drei Masken Verlag, München 1925 (Neuauflage im Elsinor Verlag, Coesfeld 2014)
- Phantome. Seltsame Geschichten. Haus Lhotzky Verlag, München 1925
- Viel Lärm um Liebe. Drei Masken-Verlag, München 1926
- Außenseiter. Zwölf seltsame Geschichten. Drei Masken-Verlag, München 1927
- Arabellas Opferung (Erzählung). Horodisch & Marx, Berlin 1927
- Gelichter und Gelächter. Erzählungen. Häntzschel, Göttingen 1928
- Missetaten. Achtzehn Ereignisse. Beck, München 1928
- Der Neugierige (Erzählung) 1928. in Jenseits der Träume (hrsg. Robert N. Bloch). Suhrkamp, Frankfurt am Main 1990
- Die Pflasterkästen. Ein Feldsanitätsroman. Kiepenheuer, Berlin 1929 (Neuauflage im Elsinor Verlag, Coesfeld 2011)
- Das abenteuerliche Dasein. Ein biographischer Musterroman. Kiepenheuer, Berlin 1930
- Der Mensch (Erzählung). Querido, Amsterdam 1940
- Birl, die kühne Katze. Ein Märchen. Burg-Verlag, Basel 1945
- Hölle und Himmel (Roman). Steinberg-Verlag, Zürich 1945 (Neuauflage in der Büchergilde Gutenberg, Frankfurt am Main und Wien 1988, ISBN 3-7632-3489-6)
- Hotel Aquarium (Roman). Steinberg-Verlag, Zürich 1946
- Kleine Menagerie. (Einleitung Thomas Mann). Limes, Verlag, Wiesbaden 1955
- Verteufeltes Theater (Roman). Limes Verlag, Wiesbaden 1957
- Das Haupt der Gorgo und weitere verschollene Seltsamkeiten, herausgegeben von Lars Dangel, Dunkelgestirn, Neustadt/Sachsen 2023.